# Cshungdzsongno állomás
Cshungdzsongno (Chungjeongno) állomás a szöuli metró 2-es és 5-ös vonalának állomása Szodemun-ku (Seodaemun-gu) kerületben. A Cshungdzsong (Chungjeong) Min Jonghvan (Min Yeong-hwan) miniszter írói neve volt, aki 1905-ben öngyilkosságot követett el, hogy így tiltakozzon a japán protektorátusi egyezmény ellen.

## Viszonylatok
| 2-es vonal                                  | 2-es vonal | 2-es vonal                                                                  |
| ------------------------------------------- | ---------- | --------------------------------------------------------------------------- |
| Ahjon (Ahyeon) (külső oldal) Városháza felé | fő vonal   | Városháza (belső oldal) Városháza felé                                      |
| 5-ös vonal                                  |            |                                                                             |
| Eoge (Aeogae) Panghva ( Banghwa) felé       | fő vonal   | Szodemun (Seodaemun) Szangil-tong (Sangil-dong) vagy Macshon (Macheon) felé |